# ロンダ (時計)

A Ronda Startech 5040F quartz movement

ロンダ（英称:Ronda AG）は、スイスのクォーツ時計と機械式時計のムーヴメント製造を行うメーカーである。同社は1946年にウィリアムモセットによって設立され、現在の本社はバーゼルランドシャフトのローゼンにある。
RSCのパイロットの腕時計を含め、シノラ、モンディーン等の世界中の時計の様々な時計にムーブメントが使用されている。